# Rambla

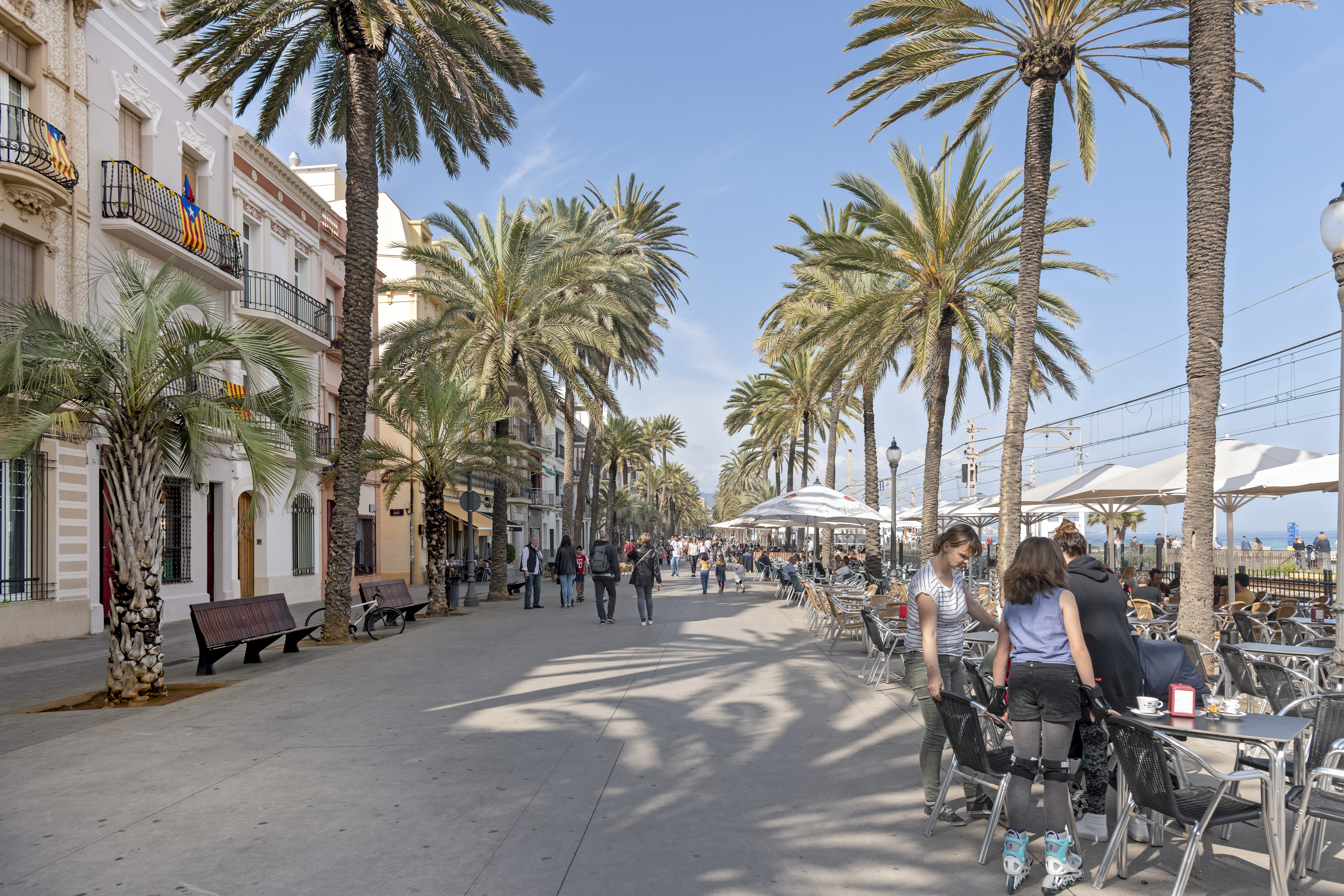
Il Passeig de la Rambla di Badalona

La rambla è un viale costituito da due carreggiate laterali e una vasta area pedonale al centro, generalmente alberata.
Molto usata in Catalogna e nei Paesi catalani, ma anche in America Latina, nella progettazione dei nuovi impianti urbanistici (come ad esempio quello di Ildefons Cerdà a Barcellona, dove esiste la Rambla più famosa), soprattutto a partire dalla seconda metà del XIX secolo, quando si cominciò a concepire la città come luogo vissuto da tutti e fulcro di attività sociali ed economiche.

## Elenco delle principali ramblas
Qui di seguito una lista di alcune note ramblas presenti in città più o meno importanti, di solito in Catalogna.
- La Rambla a Barcellona
- Rambla de Catalunya a Barcellona
- Rambla de Mar a Barcellona
- La Rambla dels Ducs de Palma a Palma di Maiorca
- La Rambla di Ègara a Terrassa
- La Rambla Vella e la Rambla Nova a Tarragona
- La Rambla di Ferran a Lleida
- La Rambla de la Llibertat a Gerona
- La Rambla di Figueres
- La Rambla di Méndez Núñez ad Alicante
- La Rambla Just Oliveras a L'Hospitalet de Llobregat
- La Rambla di Sabadell
- La Rambla di Badalona
- La Rambla di Sant'Anna a Mataró
- La Rambla Principal di Vilanova i la Geltrú
- La Rambla di Montevideo in Uruguay